# Jimmy Thörnfeldt
Paul Jimmy Thörnfeldt, kallad Joker,  född 14 mars 1976 i Norrköpings Sankt Johannes församling, Östergötlands län, är en svensk låtskrivare och musikproducent.

## Biografi
Jimmy Thörnfeldt har varit med och skrivit sånger som Invading My Mind, Papi, Hypnotico, Charge Me Up åt Jennifer Lopez, Messin’ Around, Move to Miami, Dirty Dancer med Enrique Iglesias ft Lil Wayne och Usher, No Lo Trates åt Pitbull, Natti Natasha och Daddy Yankee, All Around the World och Heat of the Night åt Paulina Rubio, Angels Ain't Listening åt Basshunter, Coconut Tree och Maraca åt Mohombi, Down for Whatever åt Kelly Rowland, Everything Is Allowed och Parachute åt Timomatic, Rain Over Me med Marc Anthony Ft Pitbull och Get Ready med Pitbull ft Blake Shelton. Han har även skrivit låtar och producerat till Nicki Minajs album Roman Reloaded och Usher ”More”. Thörnfeldt var också med och skrev och producerade till One Directions första album med låtar som Another World och Save you Tonight. Han var även Executive Producer för Pitbulls album Libertad 548 där han medverkade som låtskrivare och producent på 15 låtar. 2016 vann Thörnfeldt en amerikansk Grammy med Pitbulls album med bl.a. Ricky Martin. 2017 vann han två Latin Grammy Awards.
2021 var han med och skrev till Melodifestivalen, som Kadiatous One Touch, Emil Assergårds Om allting skiter sig, Alvaro Estrellas Baila Baila, Eric Saades Every Minute och det vinnande bidraget Tusses Voices. Han har även varit med och skrivit Elena Tsagrinous El Diablo, Cyperns bidrag till Eurovision Song Contest 2021 och Senhit ft Flo-Rida med låten Adrenalina.
2022 skrev han bland annat Klara Hammarströms Run To The Hills, Medinas In I Dimman, Liamoos Bluffin, Alvaro Estrellas Suave och Theoz Som du vill.

## Diskografi

### Medverkare på album
- 1994 – Happy family med Cherokee.[2]

## Låtar
- 2009 – Heartbreaker med G-Dragon (skriven tillsammans med G-Dragon).[3]
- 2009 – Breathe med G-Dragon (skriven tillsammans med G-Dragon).[3]
- 2010 - More med Usher (Produced by RedOne & Jimmy Joker)
- 2010 - Poison med Nicole Scherzinger
- 2010 - Killer Love med Nicole Scherzinger
- 2010 - Say yes med Nicole Scherzinger
- 2010 - Everybody med Nicole Scherzinger
- 2011 - Papi med Jennifer Lopez (RedOne, AJ Junior, BeatGeek, Teddy Sky, Bilal "The Chef”)
- 2011 - Invading My Mind med Jennifer Lopez (RedOne, AJ Junior, BeatGeek, Teddy Sky, Bilal "The Chef”)
- 2011 - Hypnatico med Jennifer Lopez (Produced by Jimmy Joker & Redone)
- 2011 - Charge Me Up med Jennifer Lopez (RedOne, AJ Junior, BeatGeek, Sky, Joker)
- 2011 - Rain Over Me med Pitbull Feat. Marc Anthony ( (RedOne, AJ Junior, Bilal "The Chef, Armando C. Perez, Marc Anthony, Rachid "Rush” Aziz)
- 2011 - Dirty Dancer med Enrique Iglesias (Produced by RedOne & Jimmy Joker)
- 2011 - Down for whatever med Kelly Rowland
- 2011 - Coconut Tree med Mohombi Feat. Nicole Scherzinger
- 2012 - Automatic med Nicki Minaj (RedOne, Teddy sky, Jimmy Joker)
- 2012 - Save you tonight med One Direction ( Kotecha, RedOne, Teddy Sky, Alaina Beaton, BeatGeek, Achraf Janussi)
- 2012 - There she goes med Taio Cruz Feat. Pitbull
- 2013 - Smoke signals med Sean Kingston
- 2014 – Maraca med Mohombi (skriven tillsammans med Geraldo Sandell, Mohombi Nzasi Moupondo och Redone).[4]
- 2015 - Haciendo Ruido med Pitbull Feat. Ricky Martin
- 2016 - Messin around med  Enrique Iglesias Feat Pitbull
- 2017 - Superstars med Pibull & Becky G
- 2018 - Move to Miami med  Enrique Iglesias Feat Pitbull

- 2018 – Carnaval med Claudia Leitte (skriven tillsammans med Derrus Rachel, Jorge Martinez och José Garcia).[5]
- 2018 - Amore med Pitbull & Leona Lewis

- 2019 – YAYO med Papayo, Pitbull och Ky-Mani Marley (skriven tillsammans med Armando Christian Pérez, Carlos Palmet, Jorge Gomez Martinez, Joshua Gallander, Jose Carlos Garcia, Juan Antonio Gil, Ky-Mani Marley, Leonardo Brooks, Manuel Antonio Corao González och Michael Calderon).[6]

- 2019 – Get Ready med Pitbull (skriven tillsammans med Armando Christian Pérez, Blake Shelton, Fernando Arbex, Huddie Ledbetter, Jorge Gomez, José Carlos García och Xenia Ghali).[7]
- 2019 - No Lo Trates med Pitbull Feat. with Daddy Yankee and Natti Natasha)
- 2019 - Moviéndolo med Pitbull featuring Wisin & Yandel)
- 2019 - Happy Mama Day med Pitbull feat Chacal & Sky Monroe
- 2019 - Get Ready med Pitbull Feat. Blake Shelton
- 2019 - Cinco de mayo med Pitbull Feat. Lil Jon & Chesca
- 2019 - Mala med Pitbull Feat. Becky G
- 2019 - Mueve la cintura med Pitbull Feat. Tito Bambino & Guru Randhava
- 2019 - Me Quedare Contigo med Pitbull Feat. Ne-Yo Lenier & El Micha
- 2019 - Se La Vi Med Pitbull Feat. IAmChino and Papayo
- 2019 - Tell me again med Pitbull Feat Ludacris & Prince Royce
- 2019 - Cantare med Pitbull Feat. Lenier
- 2019 - Se Acabo El Amor med Jennifer Lopez, Abraham Mateo, Yandel
- 2020 - Te Quiero Baby med Chesca Feat. Pitbull

- 2020 – Angels Ain't Listening med Basshunter (skriven tillsammans med Bilal Hajji, Jonas Altberg och Thomas G:son).[8]
- 2020 - I Believe That We Will Win med Pitbull

- 2021 – Adrenalina med Senhit feat Flo Rida (skriven tillsammans med Chanel Tukia, Joy Deb, Linnea Deb, Malou Linn Eloise Ruotsalainen, Senhit Zadik Zadik, Silvertone, Suzy P, Thomas Stengaard och Dillard Tramar).[9]

- 2021 – El Diablo med Elena Tsagrinou (skriven tillsammans med Cleiton Sia, Laurell Barker och Thomas Stengaard).[10]

- 2021 – Napoleona med Deorro, Elvis Crespo och IAmChino (skriven tillsammans med Erick Orrosquieta, Jorge Gomez Martinez, Jose Carlos Garcia, Maribel Vega, Robert Fernandez och Elvis Crespo).[11]
- 2022 - Ten Cuidado med Pitbull Feat. IAmChino, Farruko, ElAlfa, Omar Courtz
- 2022 - Cant Stop Us Now med Pitbull Feat. Zac Brown

### Melodifestivalen
- 2011 – Dance Alone med Love Generation (skriven tillsammans med AJ Junior, Bilal "The Chef", Redone, BeatGeek och Teddy Sky).
- 2021 – One Touch med Kadiatou (skriven tillsammans med Joy Deb, Linnea Deb och Anderz Wrethov).
- 2021 – Om allting skiter sig med Emil Assergård (skriven tillsammans med Emil Assergård, Jimmy Jansson, Anderz Wrethov och Johanna Wrethov).[12]
- 2021 – Bailá Bailá med Alvaro Estrella (skriven tillsammans med Anderz Wrethov och Linnea Deb).
- 2021 – Voices med Tusse (skriven tillsammans med Joy Deb, Linnea Deb och Anderz Wrethov).
- 2021 – Every Minute med Eric Saade (skriven tillsammans med Eric Saade, Linnea Deb och Joy Deb).[13]
- 2022 – Bananas med Malou Prytz (skriven tillsammans med Joy Deb, Linnea Deb och Alice Gernandt).
- 2022 – Som du vill med Theoz (skriven tillsammans med Tim Larsson, Tobias Lundgren, Elize Ryd och Axel Schylström).
- 2022 – Bluffin med LIAMOO (skriven tillsammans med Ali Jammali, Dino Medanhodzic och Sami Rekik).
- 2022 – Suave med Alvaro Estrella (skriven tillsammans med Joy Deb, Linnea Deb och Alvaro Estrella).
- 2022 – In i dimman med Medina (skriven tillsammans med Ali Jammali, Dino Medanhodzic och Sami Rekik).
- 2022 – Run to the Hills med Klara Hammarström (skriven tillsammans med Julie Aagaard, Klara Hammarström och Anderz Wrethov).
- 2023 – Rhythm of My Show med Tone Sekelius (skriven tillsammans med Dino Medanhodzic, Tone Sekelius och Anderz Wrethov).
- 2023 – Royals med Paul Rey (skriven tillsammans med LIAMOO, Dino Medanhodzic och Paul Rey).
- 2023 – Air med Marcus & Martinus (skriven tillsammans med Joy Deb, Linnea Deb, Marcus Gunnarsen och Martinus Gunnarsen).
- 2023 – Where Did You Go med Kiana Blanckert (skriven tillsammans med Joy Deb och Linnea Deb).
- 2023 – Six Feet Under med Smash Into Pieces (skriven tillsammans med Chris Adam, Per Bergquist, Joy Deb, Linnea Deb, Benjamin Jennebo och Andreas Lindbergh).
- 2023 – Tattoo med Loreen (skriven tillsammans med Peter Boström, Cazzi Opeia, Thomas G:son, Jimmy Jansson och Loreen).
- 2024 – Heroes Are Calling med Smash Into Pieces (skriven tillsammans med Andreas Lindbergh, Benjamin Jennebo, Chris Adam Hedman Sörbye, Joy Deb, Linnea Deb, Per Bergquist.[14]
- 2024 – When I'm Gone med Maria Sur (skriven tillsammans med Anderz Wrethov, Julie Aagaard och Maria Sur.
- 2024 – Dragon med LIAMOO (skriven tillsammans med Anderz Wrethov, Julie Aagaard och LIAMOO.
- 2024 – Done Getting Over You med Albin Tingwall (skriven tillsammans med Joy Deb och Linnea Deb.
- 2024 – Unforgettable med Marcus & Martinus (skriven tillsammans med Joy Deb, Linnea Deb, Marcus Gunnarsen och Martinus Gunnarsen.
- 2024 – Que sera med Medina (skriven tillsammans med Ali Jammali, Anderz Wrethov, Sami Rekik.